# Ikone pop kulture
Ikone pop kulture četvrti je studijski album grupe S.A.R.S. objavljen 2014. godine i prvi za izdavačku kuću Lampshade Media.
Najpopularnije pjesme s albuma su "Klinka" i "Dane brojim".
Radni naziv ovoga albuma bio je "Ako mogu Beatlesi, možemo i mi", ali u posljednji čas promijenjen je naziv albuma. Pjesma drekavac govori o istoimenom mitološkom biću Južnih Slavena.
Kao i prethodni, ovaj album je također objavljen kao besplatno izdanje, s internetskim poveznicama za preuzimanje dostupnim na službenoj internetskoj stranici grupe.